# Chrysopogon horni
Chrysopogon horni là một loài ruồi trong họ Asilidae. Chrysopogon horni được Hardy miêu tả năm 1934. Loài này phân bố ở miền Australasia.